# Streiff (Pferd)
Streiff († 1633 in Wolgast) war das Schlachtross des Königs Gustav Adolf von Schweden.
Streiff, ein brauner Oldenburger, wurde für den Preis von 1000 Reichstalern angekauft. Der durchschnittliche Preis für ein Pferd lag zu dieser Zeit bei 70 bis 80 Reichstalern. Benannt wurde das Tier nach Johann Streiff von Lauenstein aus dem Geschlecht der Streiff von Lauenstein.
Auf Streiff ritt Gustav Adolf am 6. November 1632 in die Schlacht von Lützen, in der er schließlich getötet wurde. Gustav Adolf plante einen Überraschungsangriff auf die kaiserlichen Truppen unter Führung von Wallenstein, die sich auf dem Weg ins Winterquartier befanden. Der schwedische König nahm persönlich an dieser Attacke teil und wurde dabei von einem Schuss in den Ellenbogen getroffen. Auch Streiff wurde durch diesen Schuss verletzt: die Kugel traf seinen Nacken. Das Pferd ging daraufhin durch und schleifte den König, der durch zahlreiche weitere Schüsse und Stiche verletzt wurde, noch einige Meter nach. Gustav Adolf blieb schließlich tot am Boden liegen.
Streiff überlebte die Schlacht und wurde im Trauerzug für Gustav Adolf mitgeführt. Er starb 1633 in Wolgast. Sein Fell wurde damals präpariert und ausgestopft; das ausgestopfte Tier wurde aufgezäumt und mit einem samtbezogenen Sattel gesattelt, den Gustav Adolf von seiner Frau Maria Eleonora von Brandenburg geschenkt bekommen hatte. Das präparierte Tier steht seitdem in der Livrustkammaren in Stockholm. Ohren und Nase des ausgestopften Pferdes sind beschädigt. Diese Beschädigungen gehen möglicherweise schon auf den Brand der Burg Tre Kronor in den 1640er Jahren zurück.
Streiff gilt als eines der ältesten erhaltenen ausgestopften Pferde der Welt. Der Taxidermist zog Streiffs Fell über eine Konstruktion aus Kiefernholz. Dieses Gerüst ist hohl; nur die vier Beine sind massiv. Da das Fell des Tieres an verschiedenen Schnittstellen umgeschlagen und vernäht wurde, ist das Präparat mit 146 cm etwas niedriger, als Streiff zu seinen Lebzeiten war. Den Tod Gustav Adolfs hat Carl Wahlbom auf seinem 1855 geschaffenen Gemälde Tod König Gustav II. Adolf in der Schlacht bei Lützen festgehalten. Allerdings stellte Wahlbom ein anderes Pferd dar, das im Gegensatz zu Streiff eine helle Mähne und helle Fesseln hat.
Eine Nachbildung des Tieres samt Reiter steht heute ebenfalls in der Livrustkammaren. Streiff ist auf zahlreichen Abbildungen zur Schlacht von Lützen zu sehen.

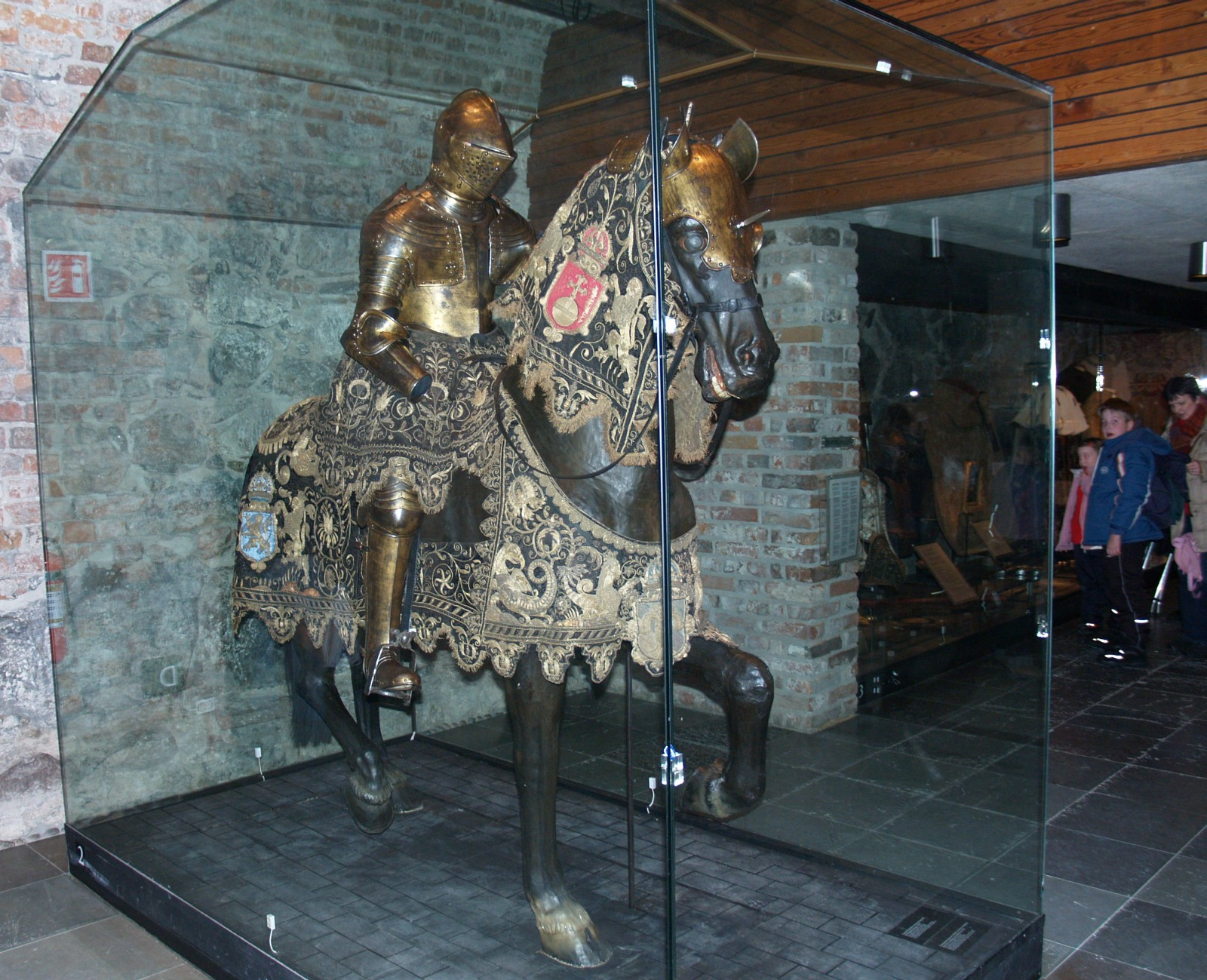
Gustav Adolf auf Streiff, Livrustkammaren Stockholm
Tod Gustav Adolfs in der Schlacht bei Lützen, Gemälde von Carl Wahlbom
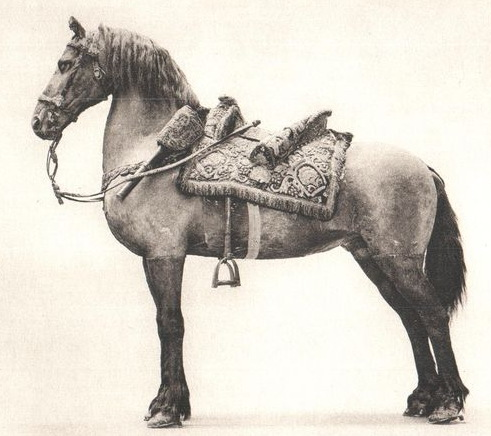
Streiff (Foto von 1927)

## Weitere Präparate

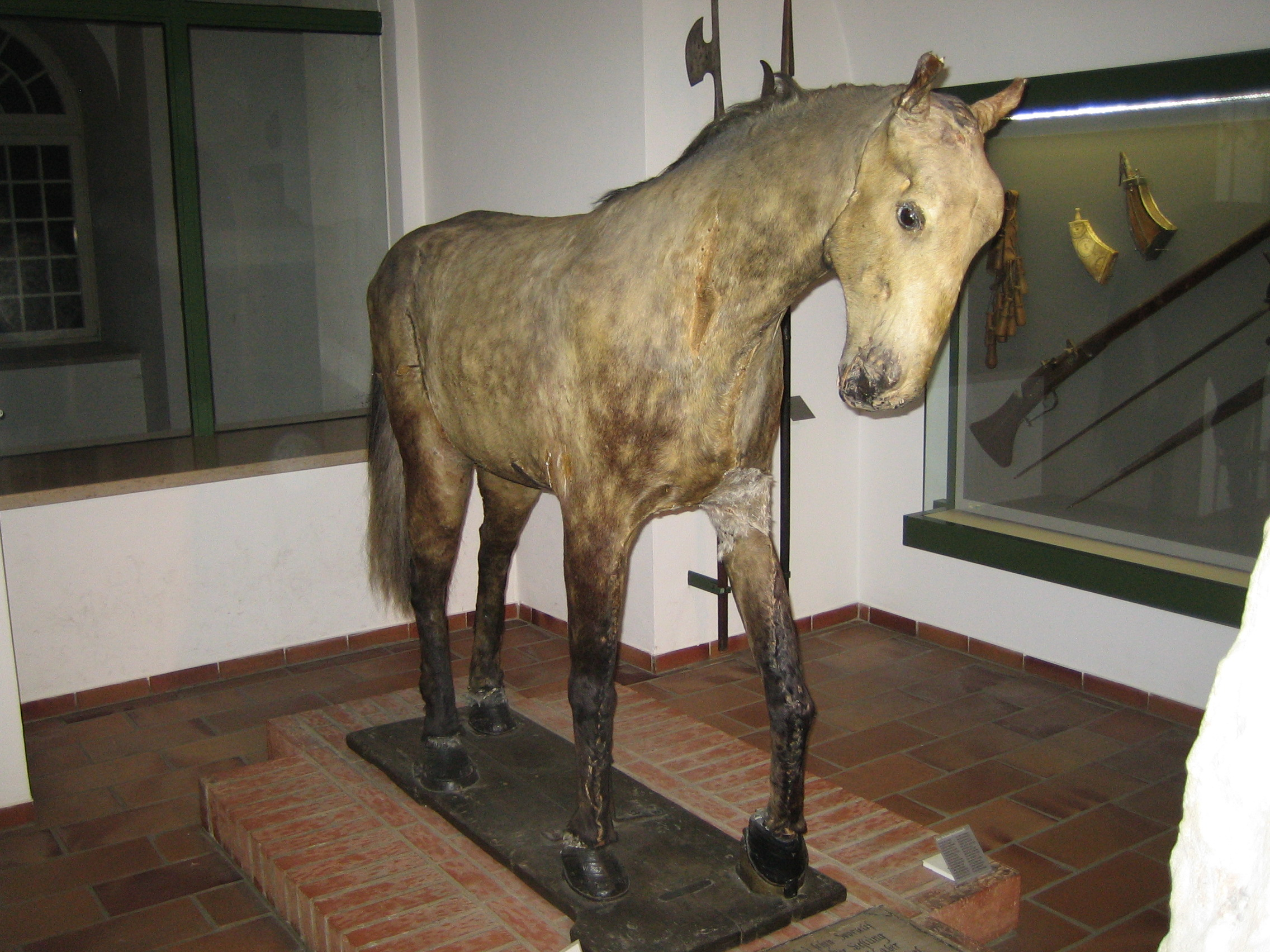
Der Ingolstädter Schwedenschimmel Gustav Adolfs II.

Das älteste erhaltene Tierpräparat Europas, der Ingolstädter Schwedenschimmel, war ebenfalls ein Schlachtross Gustav Adolfs II. Auf einem Erkundungsritt während der Belagerung Ingolstadts am 30. April 1632 wurde das Pferd unter ihm angeschossen, worauf es seinen Reiter unter sich begrub. Gustav Adolf konnte unverletzt geborgen werden, sein verletztes Pferd erhielt jedoch den Gnadenschuss. Das Pferd wurde nach der Schlacht als Trophäe nach Ingolstadt gebracht und ausgestopft. Auch das Pferd von Gustav Adolfs Konkurrent Wallenstein befindet sich ausgestopft in Eger in Tschechien, und Napoleons Pferd Marengo ist als Skelett im Londoner Imperial War Museum zu besichtigen.